# ストレスボール

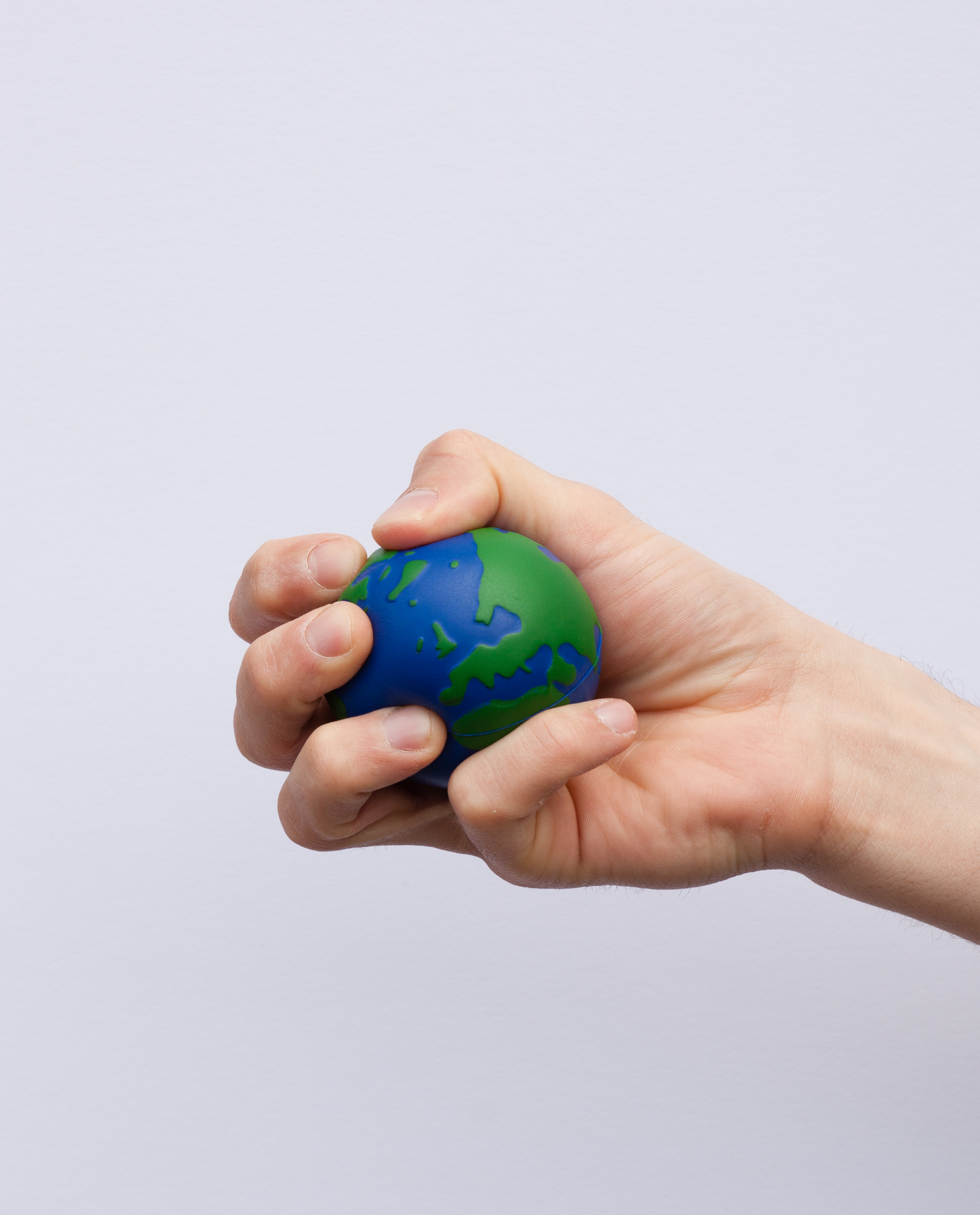
地球の形をしたストレスボール

ストレスボールまたはハンドエクササイズボールは、展延性の玩具である。
ストレス解消のために用いられる。直径は7センチメートル以下である。手で握って指で操作し、表面上はストレスや筋肉の緊張を和らげるほか、手の筋肉を鍛えたりする効果がある。
まれに珍しい形に成形され、企業ロゴがパッドまたは転写印刷されている時もある。そのような状態のものは、販促用ギフトとして従業員や企業などに贈られる場合がある。アメリカ合衆国で最も人気のあるプレゼントの1つである。

## 様々なタイプ

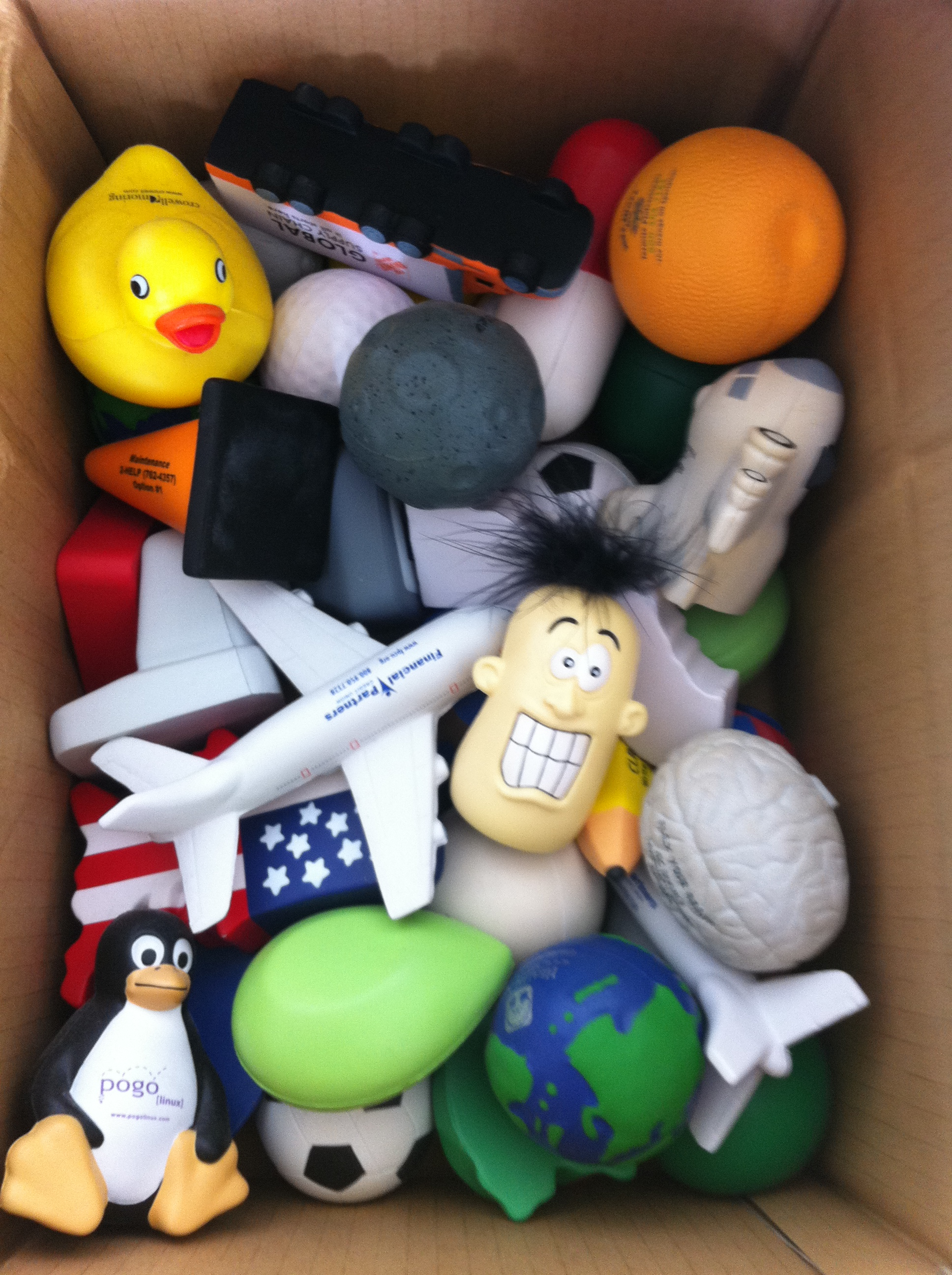
発泡ゴムのストレス緩和剤

ストレスボールには、いくつかの異なるタイプがある。アメリカで最も一般的なタイプは、一般に「ハッキーサック」として知られている「ビーンバッグ」タイプである。オーストラリアで最も一般的なのはフォームタイプで、抵抗によるストレスがボールを圧迫するのを防ぐ効果がある。中国では保定ボールとして知られている。他の製品とは異なり、しっかりしていてペアになっているため、絞ることができない。一緒に丸め、手に心地よい音と滑らかな感覚を与えることもできる。
一部の応力緩和剤は、独立気泡ポリウレタン発泡ゴムで作られている。フォームの液体成分を型に注入することによって作られている。結果として生じる化学反応は、副産物として二酸化炭素の泡を次々に生成している。
ストレスボール、特に理学療法で使用されるものは、ゴムや布の皮膚の中にさまざまな密度のゲルを含むこともある。別のタイプは、微粉末を囲む薄いゴム膜を使用している。他のタイプは、風船に重曹を入れることで自宅で作ることができる。フットバッグに似たボールがいくつか市販されており、ストレスボールとして使用されている。